# Wapen van De Mortel

Het dorpswapen van De Mortel (Gemert-Bakel)

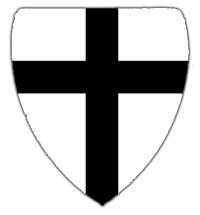
Wapenschild van de Duitse Orde, het wapen van De Mortel is hiervan afgeleid

Het wapen van De Mortel bestaat uit een zilveren schild, met daarop een zwart kruis en een groen Tau-kruis. Het Tau-kruis verwijst door naar Antonius van Egypte. Het wapen van de Duitse Orde bevatte ook een zilveren schild met zwart kruis, het is daar van afgeleid. Het wapen van Gemert en het wapen van Handel zijn ook afgeleid van dat van de Duitse Orde. Zij hebben ook een zilveren schild met kruis. De Mortel behoort tot de gemeente Gemert-Bakel, gelegen in de Nederlandse provincie Noord-Brabant. De zeven dorpswapens voor de kernen zijn in een raadsvergadering van de gemeente Gemert-Bakel op 19 november 1997 vastgesteld.
Bavel
· De Mortel
· De Rips
· Dinteloord
· Elsendorp
· Galder
· Gemert
· Ginneken
· Handel
· Mierlo-Hout
· Milheeze
· Nispen
· Rosmalen
· Sint-Michielsgestel
· Strijbeek
· Ulvenhout